# Harazé
Harazé oder auch Am Harazé oder Haraze Mangueigne ist eine Stadt im Tschad in der Provinz Salamat und Hauptstadt des Départements Haraze Mangueigne und der gleichnamigen Unterpräfektur.
Die Stadt verfügt über einen Flughafen, siehe Liste der Flughäfen im Tschad.